# Dodge (Oklahoma)
Dodge to jednostka osadnicza w stanie Oklahoma w hrabstwie Delawere w Stanach Zjednoczonych.
- Powierzchnia: 17,0 km²
- Ludność: 96 (2000)